# Крестовоздвиженская церковь (Грязовец)
Крестовоздви́женская це́рковь — православный храм в городе Грязовец Вологодской области. Объект культурного наследия регионального значения.

## История храма
Храм возведён в 1794 году благодаря секретарю Грязовецкого уездного суда Михаилу Звонарёву. Церковь выполнена в стиле барокко и была освящена в том же году.
В описании архивных документов от 1839 года сказано, что здание храма одноглавое с полукруглой апсидой и высокой колокольней. Нижняя часть церкви каменная, а верхняя — деревянная. Здание покрыто железом, имеется деревянная ограда с башнями вокруг кладбища. Главным элементом декора служили наличники в виде рамки с замковым камнем.
В 1845 году вологодский архиерей дал указания выстроить у церкви придел и окружить его каменной оградой. Позже у южной стены был построен обширный придел, который 13 ноября 1847 года был освящён в честь святителя Иоанна Златоуста.
В 1930 году здание церкви было закрыто, а верхняя часть и колокольня разобраны. Здесь были оборудованы мастерские, а затем склад.
В 1940-е годы здание было возвращено храму, были проведены восстановительные работы. Придел Иоаннов был переименован в честь святителя Николая Чудотворца.

## Святыни
В стенах храма находится икона преподобного Корнилия Комельского, которая прежде размещалась в Корнильевском мужском монастыре. Также в церкви хранится икона преподобного Иннокентия Комельского ранее пребывшая в Иннокентиевской мужской пустыни.

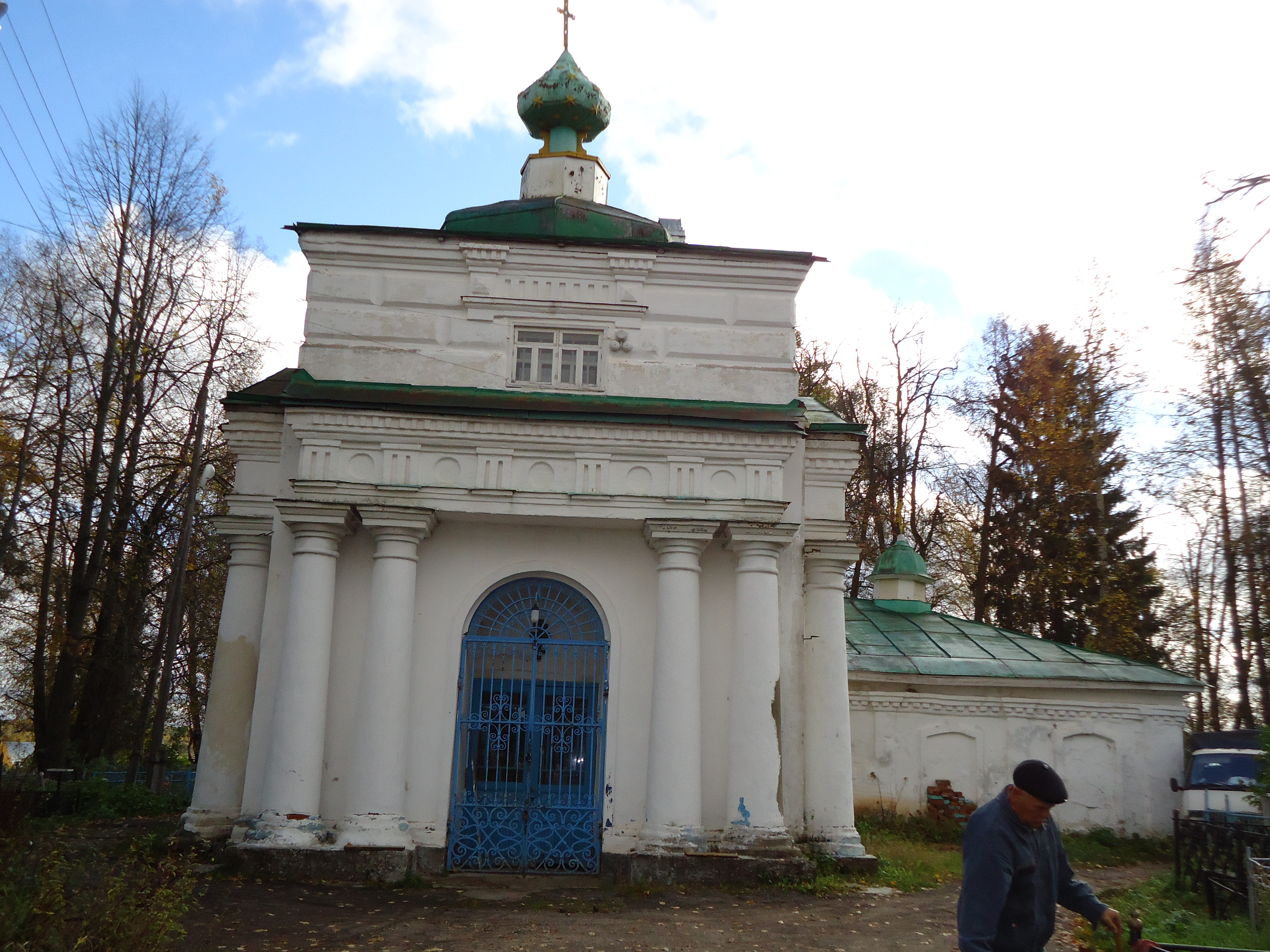
Вид на фасад

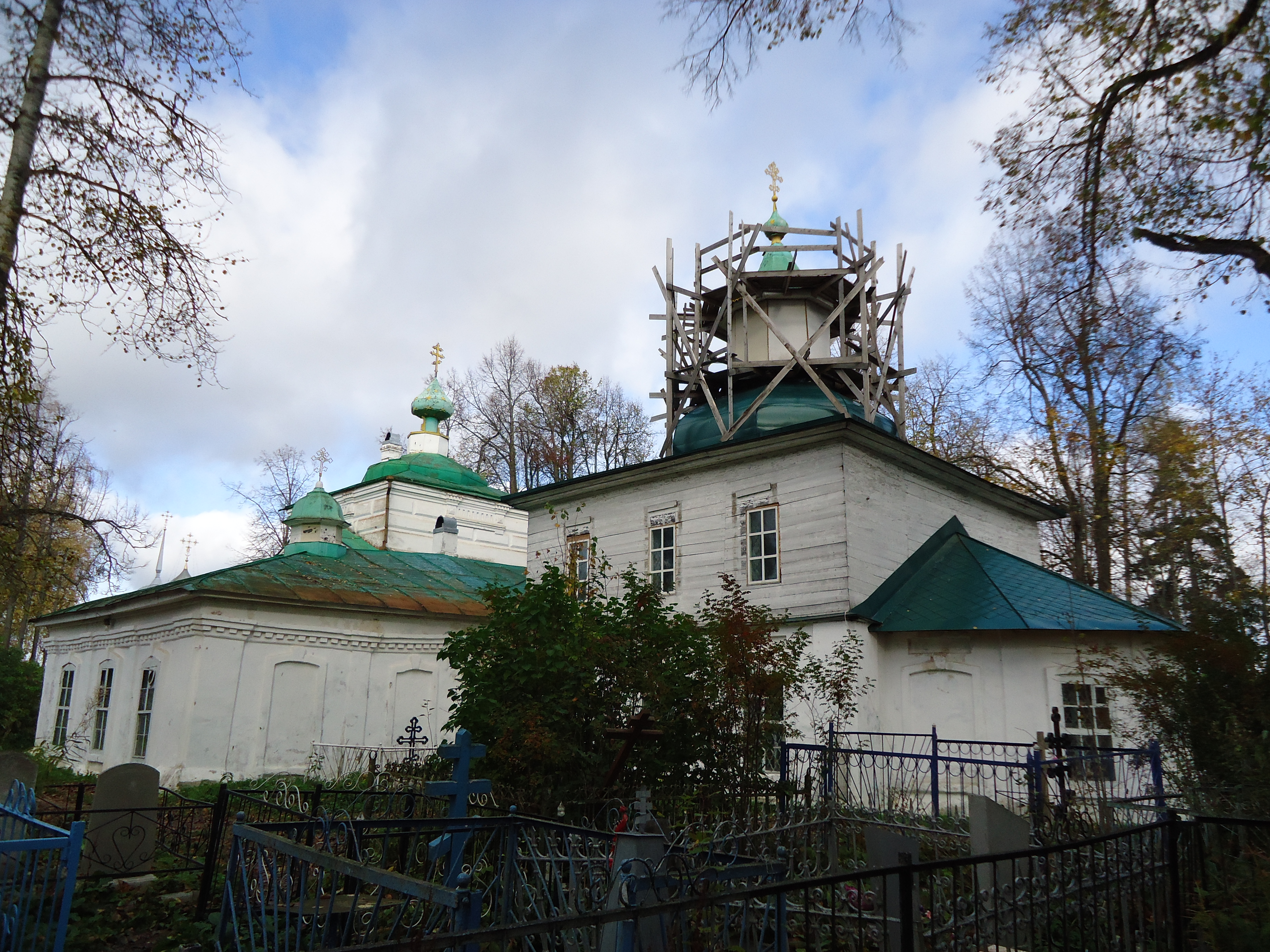
Реставрационные работы

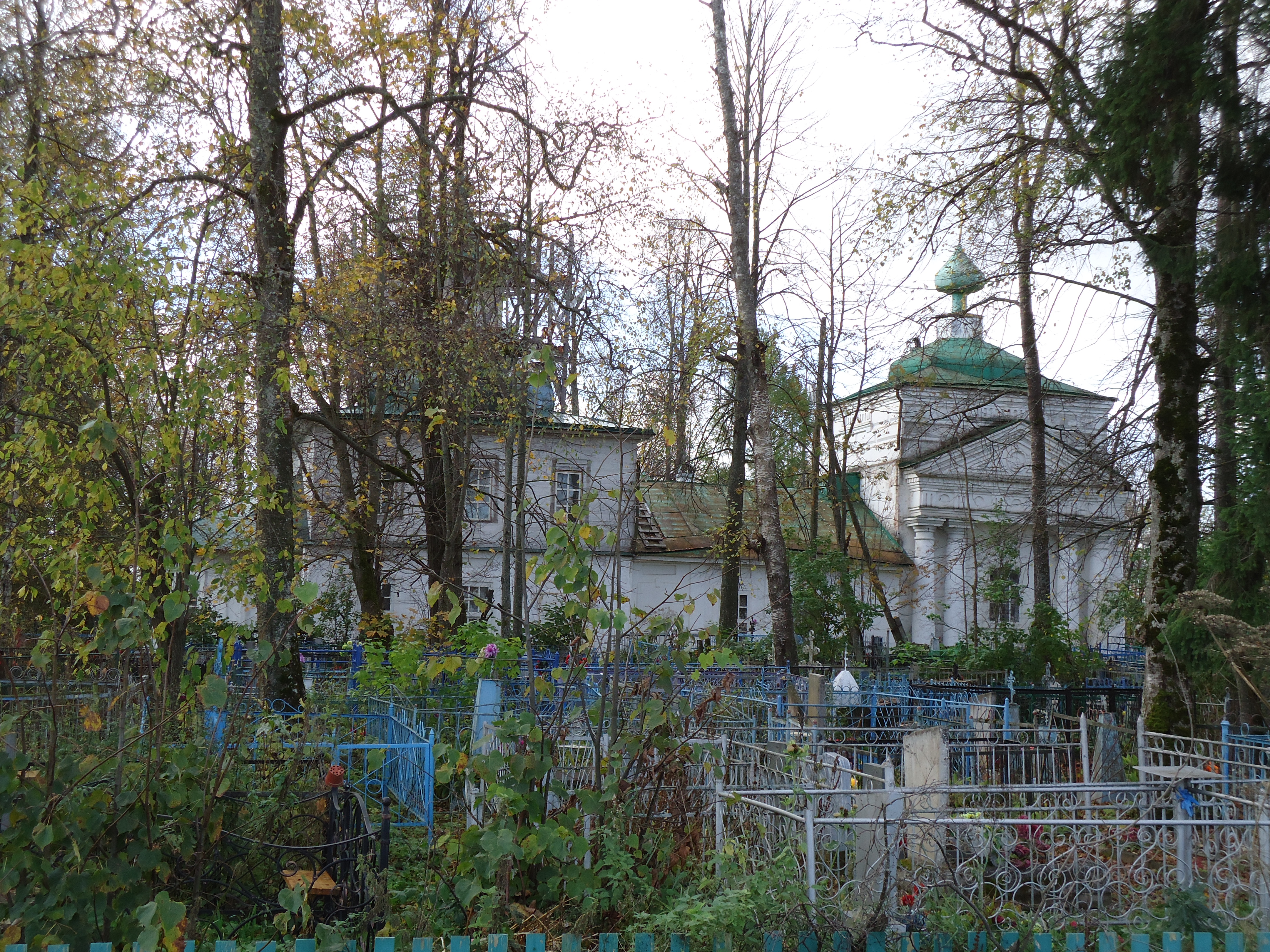
Вид со стороны кладбища

## В настоящее время
В XXI веке здание храма было капитально отремонтировано. По проекту протоиерея Алексея Фомичева в мастерской Спасо-Прилуцкого монастыря изготовлен новый иконостас.
В настоящее время в церкви Воздвижения Честного Креста Господня в Грязовце проводятся богослужения, работает воскресная школа, в которой обучаются прихожане. Настоятелем храма является протоиерей Александр Демьянов.